# Ciumești
Ciumești é uma comuna romena localizada no distrito de Satu Mare, na região histórica da Transilvânia. A comuna possui uma área de  km² e sua população era de 1440 habitantes segundo o censo de 2007.